# The Spitfire
The Spitfire er en amerikansk stumfilm fra 1914 af Edwin S. Porter og Frederick A. Thomson.

## Medvirkende
- Carlyle Blackwell som Bruce Morson.
- Violet Mersereau som Valda Girard.
- Lionel Adams som James Ormond.
- Robert Cummings som Tracy.
- William R. Dunn som Beasley.